# Рокстрём, Йохан
Йохан Рокстрём (швед. Johan Rockström; род. 31 декабря 1965) — шведский учёный, эколог, специалист по устойчивости окружающей среды, пресноводным ресурсам.
Доктор философии, профессор, директор Потсдамского института изучения климатических изменений (PIK) и профессор Потсдамского университета, член Леопольдины.
Наиболее известен по представленным в 2009 году разработанным под его началом «Planetary boundaries», обновленным в 2015 году.
Шеф-учёный Conservation International. Высокоцитируемый учёный, он консультировал, в частности, Грету Тунберг.
Степень доктора философии по экологии получил в 1997 году на кафедре системной экологии Стокгольмского университета. После чего почти два десятилетия работал над прикладными исследованиями водных ресурсов в тропических регионах. В 2004—2012 гг. исполнительный директор Stockholm Environment Institute (SEI).
Директор-основатель Stockholm Resilience Centre Стокгольмского университета, который возглавлял на протяжении 12 лет.
Являлся профессором Стокгольмского университета. С 2018 года научный директор Потсдамского института изучения климатических изменений (PIK).
Выступает в СМИ, в частности в Guardian, Svenska Dagbladet.
Автор более 150 научных работ, в том числе в Science и Nature. Автор четырёх книг:
- The Human Quest (2012)
- Bankrupting Nature (2012)
- Water Resilience for Human Prosperity (2014)
- Big World Small Planet (2015)

## Отличия
- «Swede of the Year» (Årets svensk[швед.]) 2009 года[9]
- Marsh Award for Climate Change Research (2013)
- Lawrence S. Huntington Environmental Prize (2014)[10]
- Zoological Society of London Award for Conservation Innovation (2015)
- International Cosmos Prize (2015)
- Environment Prize (German Environment Foundation)[англ.] (2015)
- Почётный доктор Амстердамского университета (2019)[11]
- Премия Тайлера (2024)